# Kozák Márton
Kozák Márton (Budapest, 1952.) szociológus, újságíró.

## Szakmai és politikai tevékenysége
Fiatal korában a Vasas SC labdarúgója volt, később rendszeresen játszott az újságíró-válogatottban.
1982-ben végzett az ELTE Bölcsészettudományi Kar szociológia szakán.
A rendszerváltás után a Média-Figyelő című szaklapot szerkesztette. 2002 és 2010 között a SZDSZ delegáltja volt a Magyar Televízió kuratóriumi elnökségében.

## Publikációi
Rendszeresen publikál az Élet és Irodalomban, az Amerikai Népszavában és más lapokban.
„A Keresztapa focija” címmel tanulmányt írt a Magyar Bálint által szerkesztett, 2013 őszén megjelent Magyar polip című kötetbe.